# Mount Vreeland
Mount Vreeland är ett berg i Kanada.   Det ligger i provinsen British Columbia, i den centrala delen av landet, 3 400 km väster om huvudstaden Ottawa. Toppen på Mount Vreeland är 2 407 meter över havet, eller 13 meter över den omgivande terrängen. Bredden vid basen är 0,05 km.
Terrängen runt Mount Vreeland är bergig söderut, men norrut är den kuperad. Trakten runt Mount Vreeland är nära nog obefolkad, med mindre än två invånare per kvadratkilometer.. Det finns inga samhällen i närheten. 
Trakten runt Mount Vreeland består i huvudsak av gräsmarker.